# Armavir (film)
Pour les articles homonymes, voir Armavir.
Pour plus de détails, voir Fiche technique et Distribution.
Armavir (Армавир) est un film soviétique réalisé par Vadim Abdrachitov, sorti en 1991.

## Synopsis
Après le naufrage du paquebot Armavir, l'officier Hermann Siomine recherche sa fille, qui ne fait partie ni des rescapés ni des noyés répertoriés. Dans cette recherche, il est aidé par le capitaine adjoint Aksiouta, qui se cache de l'enquête.

## Fiche technique
- Titre : Armavir
- Réalisation : Vadim Abdrachitov
- Scénario : Alexandre Mindadze
- Photographie : Denis Evstigneïev
- Musique : Vladimir Dachkevitch
- Décors : Oleg Potanin, Alexandre Tolkatchiov, Vladimir Ermakov
- Montage : Roza Rogatkina
- Production : Mosfilm
- Pays :  Union soviétique
- Genre : drame
- Durée  : 130 minutes
- Sortie : 1991

## Distribution
- Sergueï Chakourov : Aksiouta
- Sergueï Koltakov : Hermann Siomine
- Elena Chevtchenko : Marina
- Sergueï Garmach : Ivan
- Janat Baïjanbaïev : Timour